# Liste des préfixes téléphoniques en Belgique

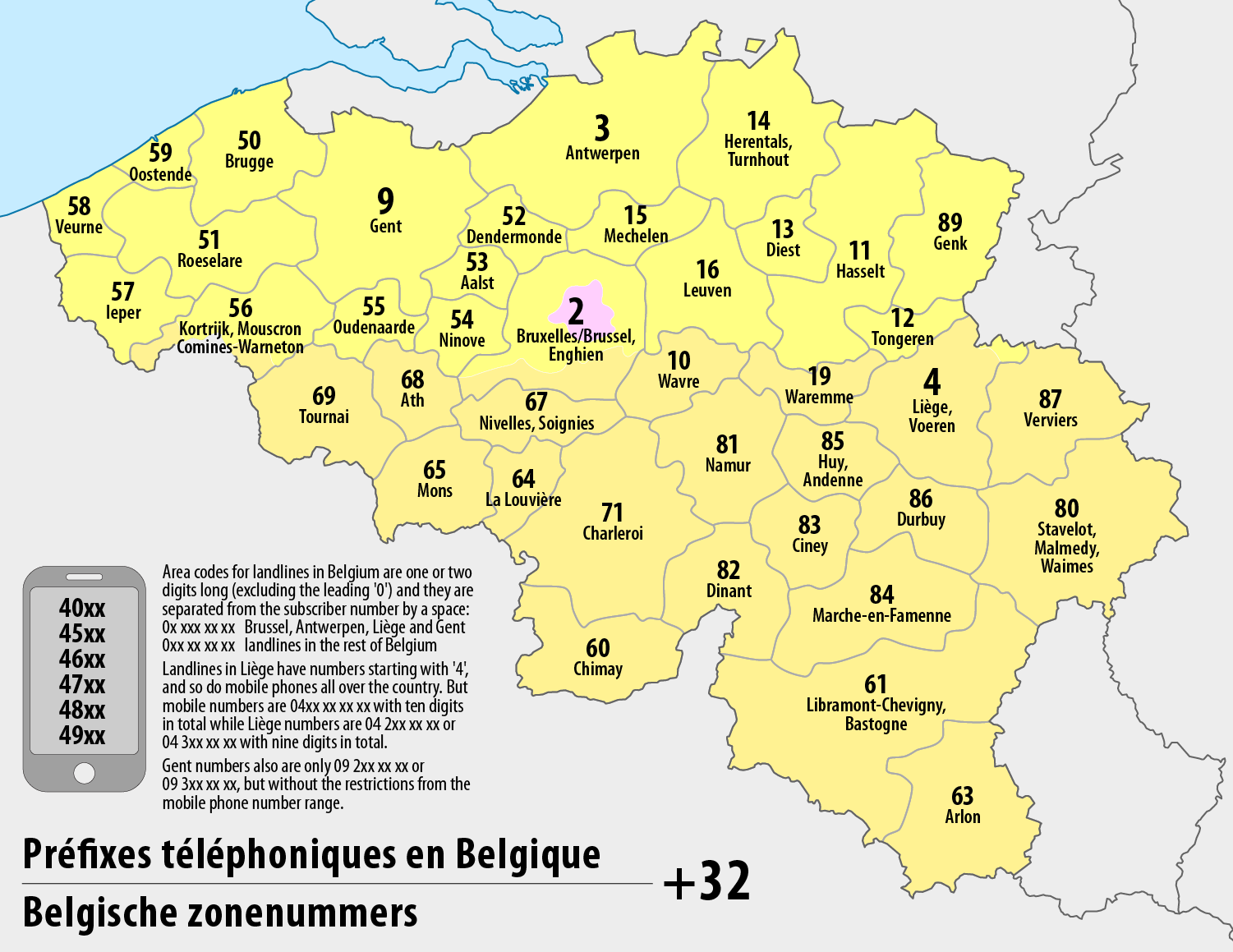

Voici la liste des préfixes téléphoniques en Belgique. L'indicatif international est le 32.
Depuis le 1er juillet 2000, il est obligatoire de toujours composer le préfixe des numéros de téléphone, y compris pour les communications zonales.

## Lignes fixes
- 010 Wavre
- 011 Hasselt
- 012 Tongres
- 013 Diest
- 014 Herentals
- 015 Malines
- 016 Louvain
- 019 Waremme
- 02 Bruxelles, Enghien
- 03 Anvers
- 04 Liège, Fourons
- 050 Bruges
- 051 Roulers
- 052 Termonde
- 053 Alost
- 054 Ninove
- 055 Audenarde
- 056 Courtrai, Comines-Warneton, Mouscron
- 057 Ypres
- 058 Furnes
- 059 Ostende
- 060 Chimay
- 061 Libramont-Chevigny, Bastogne
- 063 Arlon
- 064 La Louvière
- 065 Mons
- 067 Nivelles
- 068 Ath
- 069 Tournai
- 071 Charleroi
- 080 Stavelot, Malmedy, Waimes
- 081 Namur
- 082 Dinant
- 083 Ciney
- 084 Marche-en-Famenne
- 085 Huy, Andenne
- 086 Durbuy
- 087 Verviers
- 089 Genk
- 09 Gand

Depuis la portabilité des numéros, un numéro fixe peut être attribué par un opérateur VoIP à un client n'habitant pas la région concernée par ce numéro.

## Lignes mobiles
- 0455 Voo
- 0456 Mobile Vikings
- 0460 Proximus
- 0465 - 0466 Lycamobile
- 0466 - 0466 Vectone mobile
- 0467 Join Experience (n’existe plus en Belgique depuis décembre 2018)[3]
- 0468 Telenet
- 0470 - 0479 Proximus
- 0480 Telenet
- 0483 - 0489 BASE
- 0490 - 0499 Orange
- 0461 GSM-R (Infrabel)

Depuis quelques années avec la portabilité des numéros (~2008), ces plages ne correspondent plus forcément à l'opérateur indiqué car on peut changer d'opérateur et garder son numéro. Par exemple, on peut maintenant avoir un 0486 initialement chez Base, passer chez Orange et l'on gardera son 0486 (on se réfère au droit de l'UE sur la portabilité). Il est possible d'interroger la base de données de numéros de téléphone pour connaître l'opérateur d'un numéro (fixe ou mobile) via un appel au 1399.

## Numéros spéciaux
- 070 Numéros surtaxés généraux (Maximum 0,30 €/min)
- 077 Numéros surtaxés pour communications info kiosk
- 078 Numéros spéciaux au prix national
- 0800 Numéros gratuits
- 0900 Numéros surtaxés (Maximum 0,50 €/min)
- 0901 Numéros surtaxés (Maximum 0,50 €/min ou appel)
- 0902 Numéros surtaxés (Maximum 1,00 €/min)
- 0903 Numéros surtaxés (Maximum 1,50 €/min)
- 0904 Numéros surtaxés (Maximum 2,00 €/min)
- 0905 Numéros surtaxés pour jeux, concours, téléchargement logos/sonneries ou divertissement (Maximum 2,00 €/appel)
- 0906 Numéros surtaxés pour adultes (Maximum 1,00 €/min)
- 0907 Numéros surtaxés (Maximum 2,00 €/min)
- 0909 Numéros surtaxés (Coût d'appel total maximal 31 €)

## Anciens préfixes
- 017 Téléphonie mobile de deuxième génération
- 018 Sémaphonie jusqu'en 1998 (remplacé ensuite par 0458, puis supprimé à partir du 1er juillet 2006)
- 031 Anvers (Actuellement 03)
- 062 Bastogne (Actuellement 061)
- 07  Charleroi (Actuellement 071)
- 091 Gand (Actuellement 09)
- 041 Liège (Actuellement 04)
- 075 Proximus
- 095 Mobistar
- 0451 - 0459 Radio messagerie (En utilisation jusqu'au 30 juin 2006 )

### Traduction
- (nl) Cet article est partiellement ou en totalité issu de l’article de Wikipédia en néerlandais intitulé « Lijst van Belgische zonenummers » (voir la liste des auteurs).